# Obedinenie
Obedinenie (bułg. Обединение) – wieś w Bułgarii, w obwodzie Wielkie Tyrnowo, w gminie Połski Trymbesz. W 2024 roku liczyła 406 mieszkańców.

## Historia
Wieś Obedinenie powstała z wsi Mekisz i Tencza w 1941 roku. W latach 1941–1948 nosiła nazwę Knjaz-Simeonowo. We wsi odbywają się spotkania śpiewacze „Awliga śpiewa” poświęcone twórczości Mity Stojczewej. Pierwsze czitaliszte we wsi powstało w 1900 roku. Towarzyszy mu Zespół Folklorystyczny „Słowik”.

## Osoby związane z miejscowością

### Urodzeni
- Atanas Ganczew (1919–1970) – bułgarski botanik
- Mita Stojczewa (1909–1976) – bułgarska narodowa śpiewaczka